# Angelica inaequalis
Angelica inaequalis är en flockblommig växtart som beskrevs av Carl Maximowicz. Angelica inaequalis ingår i släktet kvannar, och familjen flockblommiga växter. Inga underarter finns listade i Catalogue of Life.